# زائر جوره‌بایف
زائر مرادالله‌یویچ جوره‌بایف (متولد ۱۶ سپتامبر ۱۹۹۸) بازیکن فوتبال اهل تاجیکستان است که برای باشگاه فوتبال سرخان ترمذ و تیم ملی فوتبال تاجیکستان بازی می‌کند.

## حرفه

### باشگاه
جوره‌بایف در ژوئیهٔ ۲۰۱۸ به باشگاه متالورگ بیک‌آباد در لیگ برتر فوتبال ازبکستان پیوست.
در ۲۶ فوریهٔ ۲۰۲۲، استقلال دوشنبه اعلام کرد که جوره‌بایف باشگاه را ترک کرده و به سرخان در لیگ برتر ازبکستان پیوسته‌است.

## آمار حرفه‌ای

### باشگاه
تا تاریخ ۱۰ مارس ۲۰۲۲
| باشگاه          | فصل      | لیگ                | لیگ  | لیگ | حذفی | حذفی | قاره‌ای   | قاره‌ای | غیره | غیره | جمع  | جمع |
| باشگاه          | فصل      | بخش                | بازی | گل  | بازی | گل   | برنامه‌ها | اهداف  | بازی | گل   | بازی | گل  |
| --------------- | -------- | ------------------ | ---- | --- | ---- | ---- | -------- | ------ | ---- | ---- | ---- | --- |
| متالورگ بیک‌آباد | ۲۰۱۸     | لیگ برتر ازبکستان  | ۶    | ۰   | ۰    | ۰    | –        | –      | –    | –    | ۶    | ۰   |
| استقلال دوشنبه  | ۲۰۱۹     | لیگ عالی تاجیکستان | ۱۸   | ۱   | ۷    | ۰    | ۰        | ۰      | ۰    | ۰    | ۲۵   | ۱   |
| استقلال دوشنبه  | ۲۰۲۰     | لیگ عالی تاجیکستان | ۱۵   | ۰   | ۲    | ۰    | ۳        | ۰      | ۱    | ۰    | ۲۱   | ۰   |
| استقلال دوشنبه  | ۲۰۲۱     | لیگ عالی تاجیکستان | ۲۵   | ۳   | ۵    | ۱    | ۶        | ۰      | ۱    | ۰    | ۳۷   | ۴   |
| استقلال دوشنبه  | جمع      | جمع                | ۵۸   | ۴   | ۱۴   | ۱    | ۹        | ۰      | ۲    | ۰    | ۸۳   | ۵   |
| سرخان           | ۲۰۲۲     | لیگ برتر ازبکستان  | ۲    | ۰   | ۰    | ۰    | –        | –      | –    | –    | ۲    | ۰   |
| آمار کلی        | آمار کلی | آمار کلی           | ۶۶   | ۴   | ۱۴   | ۱    | ۹        | ۰      | ۲    | ۰    | ۹۱   | ۵   |

### بین‌المللی
| تیم ملی تاجیکستان | تیم ملی تاجیکستان | تیم ملی تاجیکستان |
| سال               | بازی              | گل                |
| ----------------- | ----------------- | ----------------- |
| ۲۰۱۶              | ۱                 | ۰                 |
| ۲۰۱۷              | ۰                 | ۰                 |
| ۲۰۱۸              | ۳                 | ۰                 |
| ۲۰۱۹              | ۴                 | ۰                 |
| ۲۰۲۰              | ۳                 | ۱                 |
| ۲۰۲۱              | ۴                 | ۰                 |
| ۲۰۲۲              | ۲                 | ۰                 |
| جمع               | ۱۷                | ۱                 |

آمار دقیق از بازی انجام شده در ۲۹ مارس ۲۰۲۲

### گل‌های ملی
امتیازات و نتایج، تعداد گل‌های تاجیکستان را در ابتدا فهرست می‌کند.
| # | تاریخ          | میزبان                              | حریف     | گل  | نتیجه | تورنمنت |
| - | -------------- | ----------------------------------- | -------- | --- | ----- | ------- |
| ۱ | ۳ سپتامبر ۲۰۲۰ | ورزشگاه لوکوموتیو، تاشکند، ازبکستان | ازبکستان | 1-1 | 1-2   | دوستانه |

## افتخارات
استقلال دوشنبه
- لیگ عالی تاجیکستان (۳): ۲۰۱۹،[۸] ۲۰۲۰،[۹] 2021[۱۰]
- جام حذفی تاجیکستان (۱): ۲۰۱۹،[۱۱]
- سوپرجام تاجیکستان (۲): ۲۰۲۰،[۱۲] 2021[۱۳]